# Aegista inexpectata
Aegista inexpectata là một loài ốc đất liền hô hấp trên cạn, là động vật thân mềm chân bụng có phổi sống trên cạn thuộc họ Bradybaenidae. Nó là loài đặc hữu của Nhật Bản.